# Jetavana

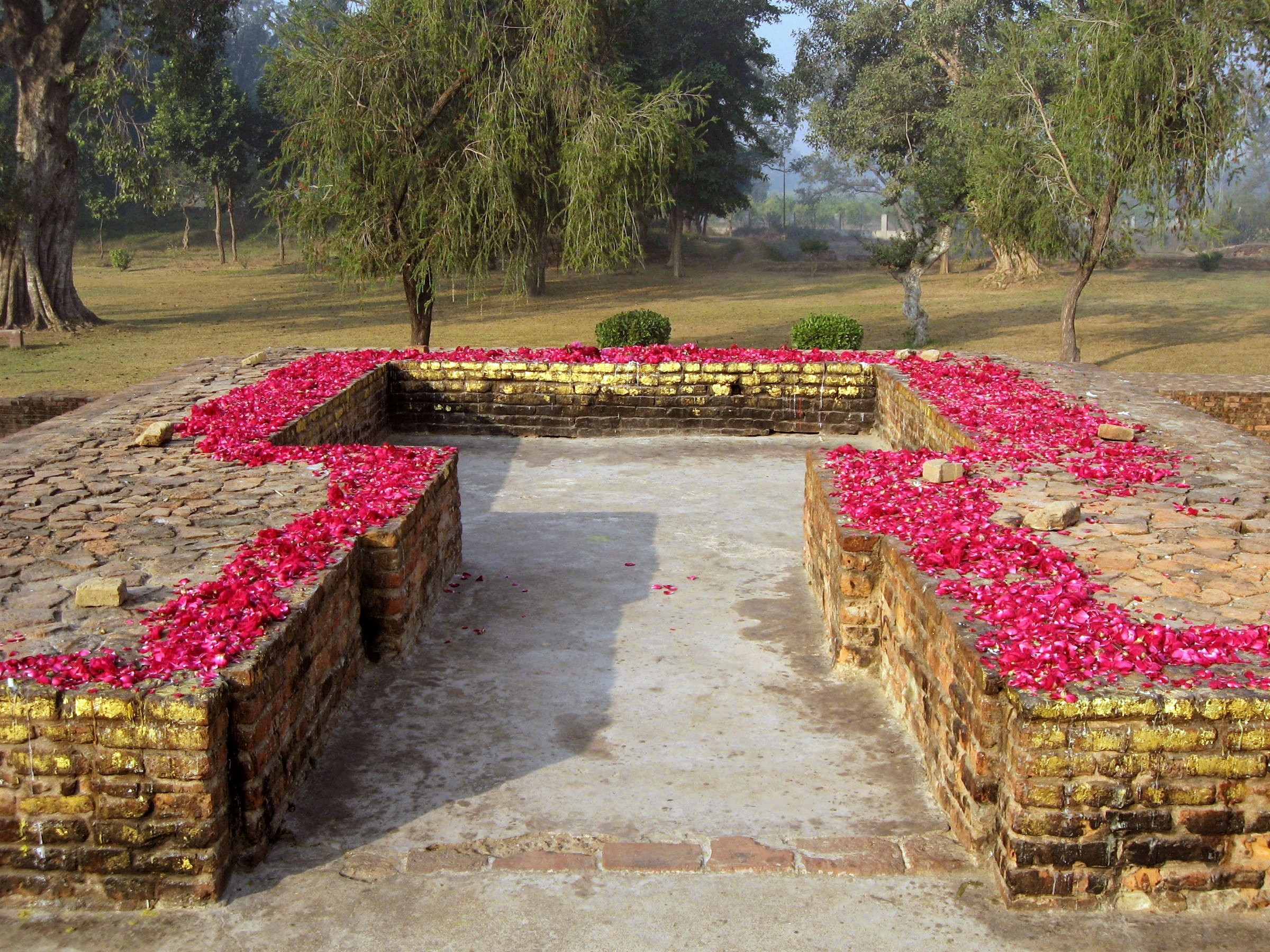
Mulagandhakuti. I resti della capanna del Buddha nel monastero di Jetavana.

Jetavana (letteralmente "Il boschetto di Jeta") era uno dei più famosi monasteri buddisti o vihara in India (nell'attuale stato dell'Uttar Pradesh). Fu il secondo vihara donato a Gautama Buddha dopo il Venuvana a Rajgir. Il monastero gli fu donato dal suo principale mecenate, Anathapindika.
Jetavana si trovava appena fuori dalla città vecchia di Savatthi. C'era un importante vihara chiamato Jetavana anche nello Sri Lanka.
Jetavana era il luogo dove il Buddha tenne la maggior parte dei suoi insegnamenti e discorsi, essendo rimasto a Jetavana diciannove su 45 vassa, più che in qualsiasi altro monastero. Si dice che dopo il Migāramātupāsāda, fu costruito un secondo vihara, eretto a Pubbarama vicino a Savatthi, dalla principale discepola laica del Buddha, Visakha. Il Buddha avrebbe dimorato alternativamente tra Jetavana e Migāramātupāsāda, trascorrendo spesso il giorno in uno e la notte nell'altro monastero.

## Donazione di Jetavana

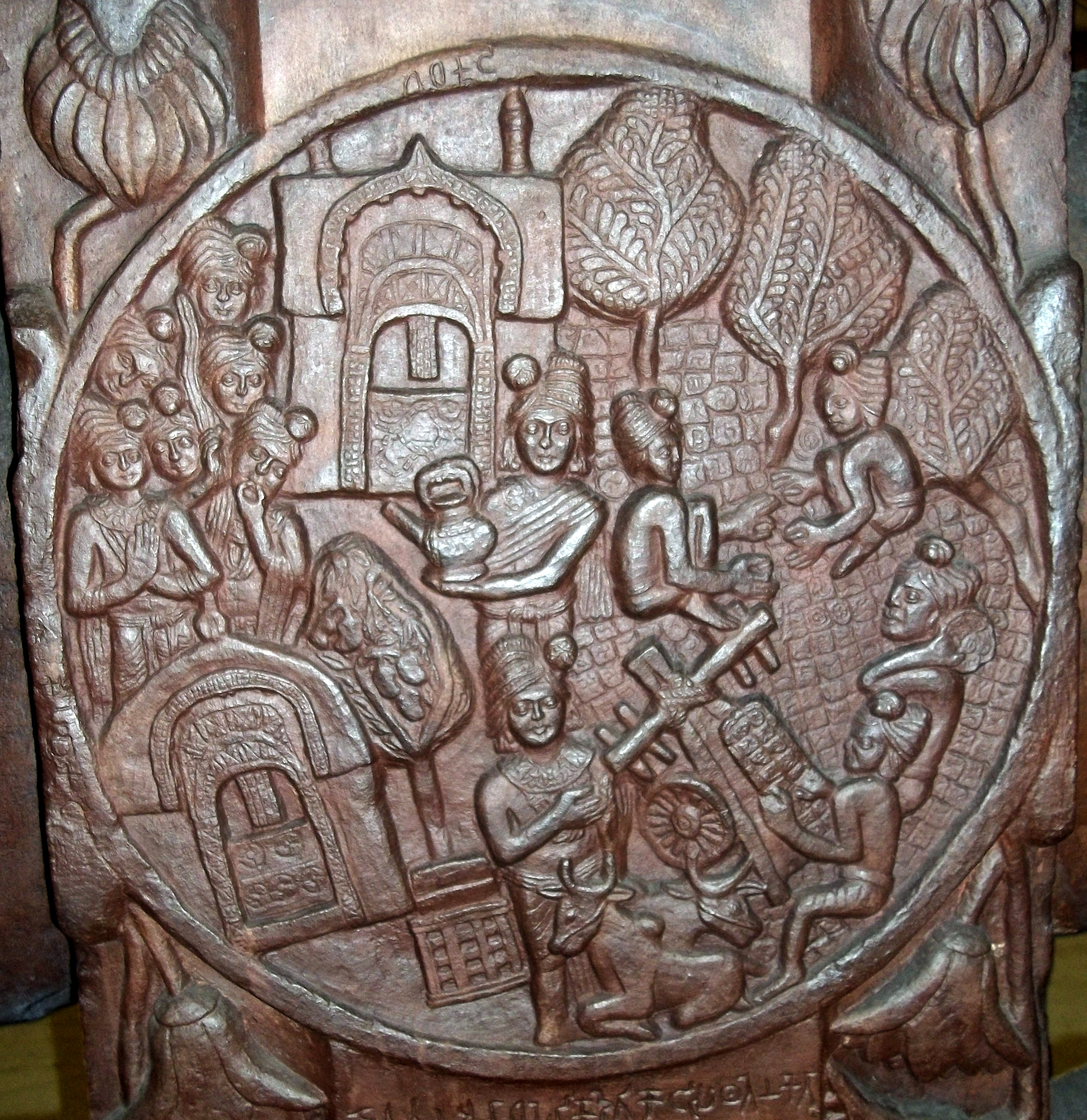
Anathapindika copre Jetavana con monete d'oro (Bharhut)

Dopo il primo incontro di Anathapindika con il Buddha, egli chiese di offrirgli un pasto, che il Buddha accettò, e poi chiese di costruire un tempio per lui e per i suoi monaci nella sua città natale di Savatthi, cosa alla quale il Buddha acconsentì.
Poco dopo, Anathapindika tornò a Savatthi per cercare un luogo dove costruire il monastero. Alla ricerca di un luogo che fosse sia accessibile ai seguaci che pacificamente appartato, si imbatté in un parco appartenente al principe Jeta, figlio del re Pasenadi di Kosala. Anathapindika si offrì di acquistare il parco dal principe ma questi rifiutò. Dopo l'insistenza di Anathapindika, il principe scherzando disse che gli avrebbe venduto il parco se lo avesse coperto con monete d'oro, cosa che Anathapindika accettò di fare.
Anathapindika tornò in seguito con carri pieni di monete d'oro per coprire il parco. Quando il principe Jeta dichiarò che stava semplicemente scherzando e che non avrebbe venduto il parco, Anathapindika e il principe andarono dagli arbitri che conclusero che il principe Jeta doveva vendere il parco al prezzo indicato.
Il denaro portato nel primo viaggio venne ritenuto insufficiente per coprire un piccolo punto vicino alla porta. Quindi Anāthapindika mandò indietro i suoi servi per prenderne altro, ma Jeta, ispirato dalla serietà di Anāthapindika, disse che era sufficiente. Anāthapindika accettò e Jeta eresse lì un portale, con una stanza. Anāthapindika costruì nel terreno stanze di abitazione, di riposo, magazzini e sale di servizio, sale con caminetti, ripostigli, chiostri, sale per esercizi, pozzi, bagni, stagni, capannoni aperti e coperti e altro ancora.
Si dice che Anāthapindika avesse pagato diciotto crore per l'acquisto del sito, che Jeta spese per la costruzione della porta da lui donata. La porta era evidentemente una struttura imponente..
Jeta diede inoltre molti alberi di valore per il legname. Lo stesso Anāthapindika spese cinquantaquattro crore per l'acquisto del parco e per la costruzione degli edifici.
La cerimonia di dedica fu di grande splendore. Non solo Anāthapindika stesso, ma vi prese parte tutta la sua famiglia: suo figlio con altri cinquecento giovani, sua moglie con altre cinquecento nobildonne e le sue figlie, Mahā Subhaddā e Cūla Subhaddā, con altre cinquecento fanciulle. Con Anāthapindika parteciparono cinquecento banchieri. I festeggiamenti legati alla dedica durarono nove mesi.
Il vihāra è quasi sempre indicato come Jetavane Anāthapindikassa ārāma (Pali, che significa: boschetto di Jeda, Monastero di Anathapindika). I Commentari affermano che ciò fu deliberato su suggerimento dello stesso Buddha, affinché si ricordassero i nomi dei proprietari, sia precedenti che successivi, e si ricordassero due uomini, entrambi molto generosi nella causa della religione, affinché altri ne seguissero l'esempio. Il vihāra è talvolta indicato come Jetārāma.

## Descrizione dell'antico Jetavana

### All'interno del Jetavana

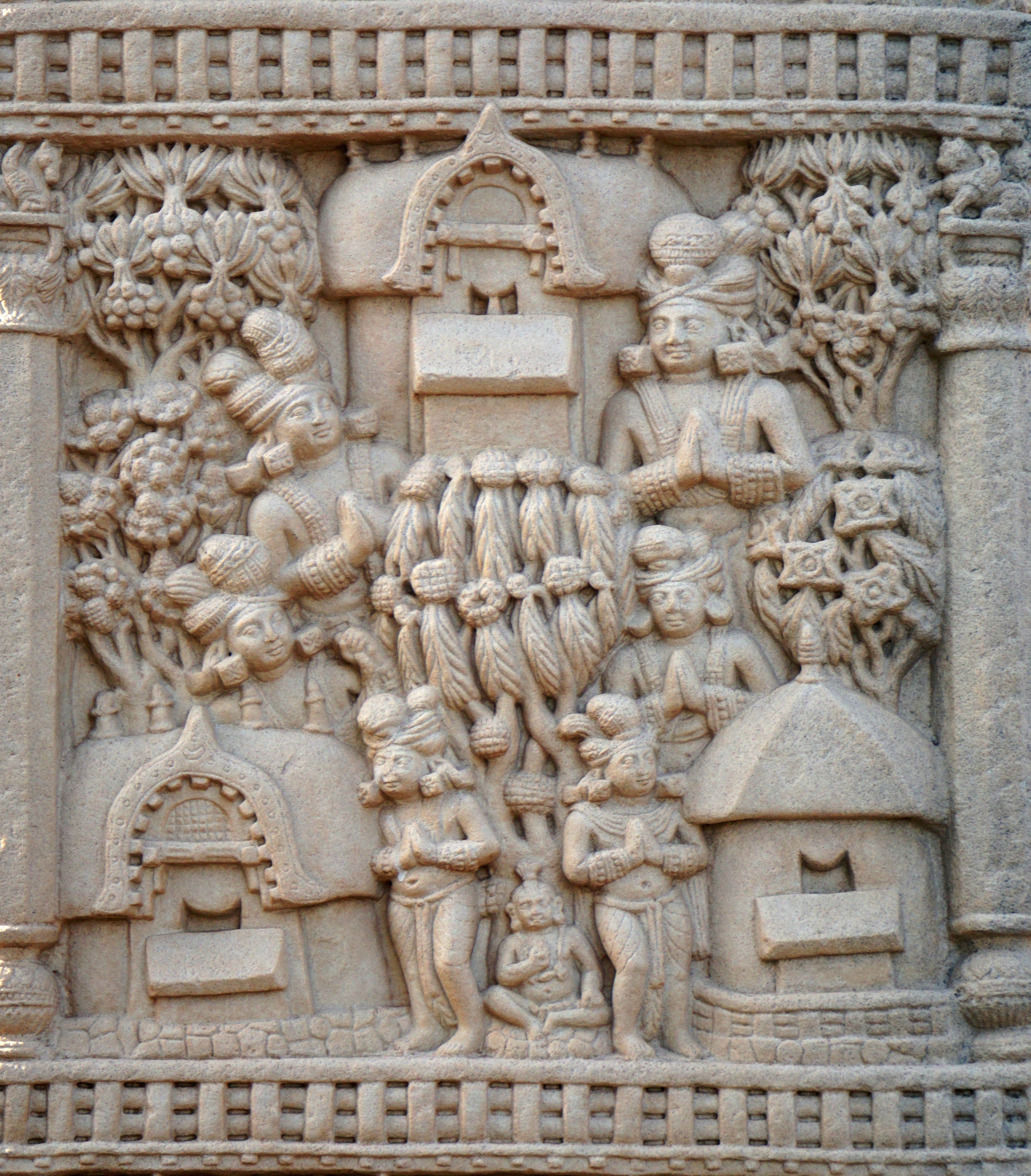
Jetavana di Sravasti, che mostra le tre residenze preferite del Buddha. Sanchi.

Alcuni dei principali edifici annessi al Jetavana sono menzionati nei libri con nomi speciali, vale a dire Mahāgandhakuti, Kaverimandalamāla, Kosambakuti e Candanamāla. Sono menzionati anche altri edifici, ad esempio l'Ambalakotthaka-āsanasālā. Secondo fonti tibetane il vihāra fu costruito secondo un progetto inviato dai deva di Tusita e conteneva sessanta sale grandi e sessanta piccole. Il Dulva (Vinaya-pitaka in tibetano) fornisce anche dettagli dello schema decorativo del vihāra.
Tutto ciò fu costruito da Anāthapindika; c'era un altro grande edificio eretto da Pasenadi e chiamato Salalaghara. Sopra la porta viveva una divinità protettrice per impedire l'ingresso a tutti i malfattori. Appena fuori dal monastero c'era un albero rājayatana, la residenza del dio Samiddhisumana, ma in DhA.i.41 il guardiano della porta è chiamato Sumana.
Nel terreno sembra che ci fosse un grande stagno che venne chiamato Jetavanapokkharanī. Qui il Buddha faceva spesso il bagno. È questo il Pubbakotthaka cui si fa riferimento in A.iii.345? Ma in Sv220 fu vicino a questo stagno che Devadatta fu inghiottito in Avīci.
I terreni stessi erano fittamente ricoperti di alberi, che davano l'aspetto di un boschetto (arañña). Alla periferia del monastero c'era un boschetto di mango. Davanti alla porta c'era l'albero della Bodhi piantato da Anāthapindika, che in seguito venne chiamato Anandabodhi. Non lontano dalla porta c'era una grotta che divenne famosa come Kapallapūvapabbhāra a causa di un incidente connesso con Macchariyakosiya.
Secondo il Divyāvadāna, i thūpa di Sāriputta e Moggallāna erano nei terreni di Jetavana ed esistevano fino al tempo di Asoka. Sia Fa Hien e Houien Thsang forniscono descrizioni di altri incidenti collegati al Buddha, avvenuti nelle vicinanze di Jetavana, ad esempio, l'omicidio di Sundarikā, la calunnia di Ciñcā, il tentativo di Devadatta di avvelenare il Buddha, eccetera.

### Il Gandhakuti: la dimora del Buddha a Jetavana
Lo spazio coperto dalle quattro colonne del letto del Gandhakuti del Buddha a Jetavana è uno dei quattro avijahitatthānāni; tutti i Buddha possiedono lo stesso, sebbene la dimensione del vihāra reale differisca nei vari Buddha. Per il Buddha Vipass, il setthi Punabbasumitta costruì un monastero che si estendeva per un'intera lega, mentre per il Buddha Sikhī, il setthi Sirivaddha ne fece uno che copriva tre gavuta. Il Sanghārāma costruito da Sotthiya per il Vessabhū Buddha era di mezza lega, mentre quello eretto da Accuta per Kakusandha Buddha copriva solo una gāvuta. Il monastero del Buddha Koṇāgamana, costruito dal setthi Ugga, si estendeva per metà gāvuta, mentre quello del Buddha Kassapa costruito da Sumangala copriva sedici karīsa. Il monastero di Anāthapindika copriva uno spazio di diciotto karīsa.
Secondo una descrizione data da Faxian, il vihāra era originariamente diviso in sette sezioni (piani?) ed era pieno di ogni genere di offerte, stendardi ricamati, baldacchini, ecc., e le lampade ardevano dal tramonto all'alba.
Un giorno un topo, tenendo in bocca uno stoppino della lampada, diede fuoco agli stendardi e ai baldacchini, e tutte le sette sezioni furono interamente distrutte. Il vihāra fu successivamente ricostruito in due sezioni. C'erano due ingressi principali, uno a est, uno a ovest, e Faxian trovò thūpas eretti in tutti i luoghi collegati al Buddha, ognuno con l'iscrizione del suo nome.

### Vicino a Jetavana
Vicino Jetavana c'era evidentemente un monastero di insegnanti rivali dove Ciñcāmānavikā trascorreva le sue notti poiché stava realizzando la sua campagna diffamatoria contro il Buddha.
Sembra che ci fosse un parco giochi appena fuori Jetavana usato dai bambini del quartiere, che, quando avevano sete, andavano a Jetavana a bere. La strada maestra per Sāvatthi passava ai margini di Jetavana e i viaggiatori entravano nel parco per riposarsi e rinfrescarsi.

## Scoperta e situazione attuale
I resti di Jetavana e Savatthi erano conosciuti localmente come Sahet-Mahet. Alexander Cunningham utilizzò gli antichi resoconti (VI secolo) dei monaci pellegrini cinesi per determinare che Sahet-Mahet si riferisse effettivamente a Jetavana e Savatthi.
Jetavana è attualmente un parco storico, con resti di molti edifici antichi come monasteri, capanne (come il Gandhakuti e il Kosambakuti) e stupa. A Jetavana si trova anche il secondo albero più sacro del Buddismo: l'Anandabodhi. Una visita a Savatthi e Jetavana fa parte del percorso di pellegrinaggio buddista nel nord dell'India. Il luogo più venerato di Jetavana è il Gandhakuti, dove soggiornava Buddha.

## Galleria d'immagini

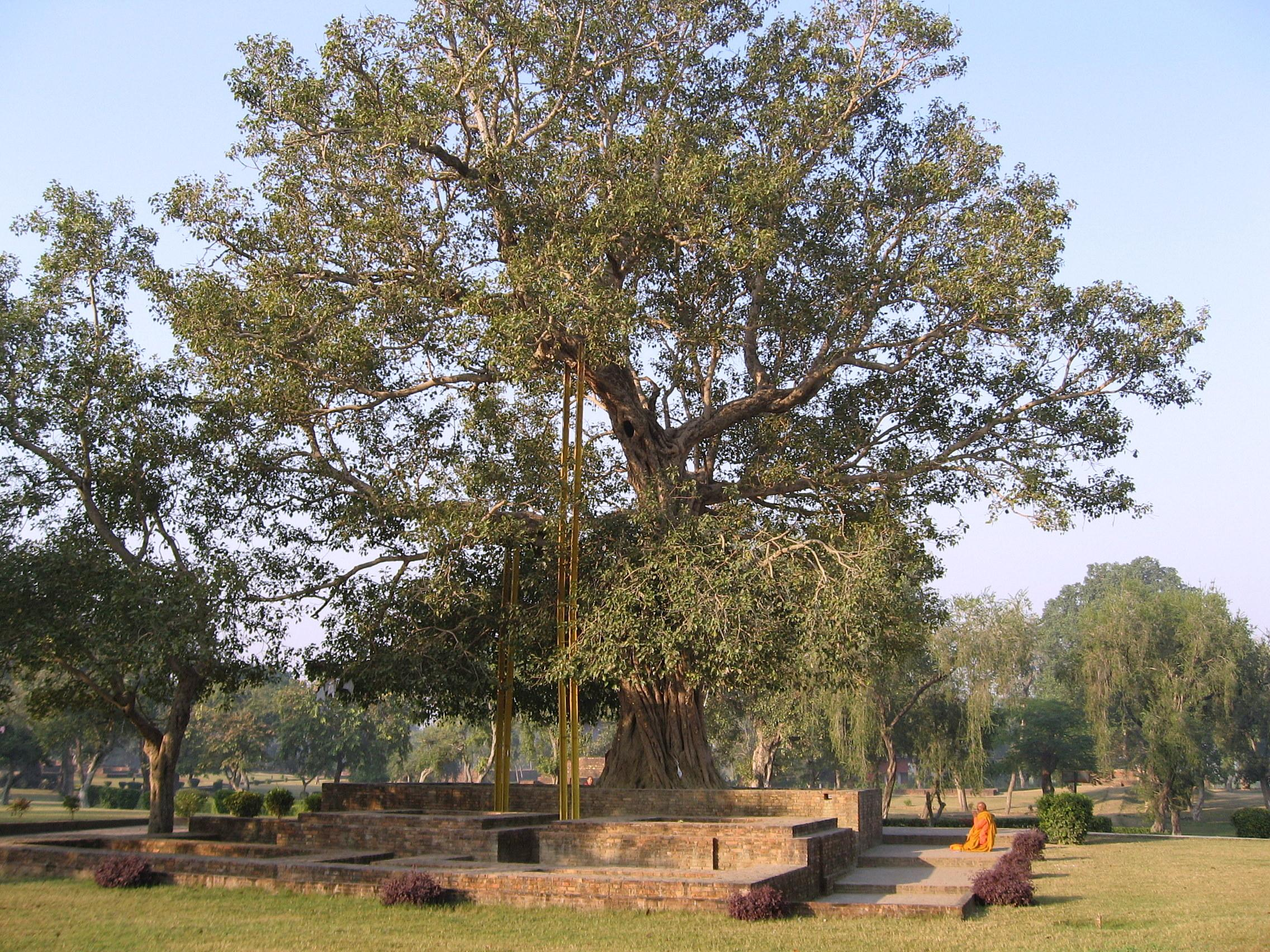
Albero di Anandabodhi nel monastero di Jetavana
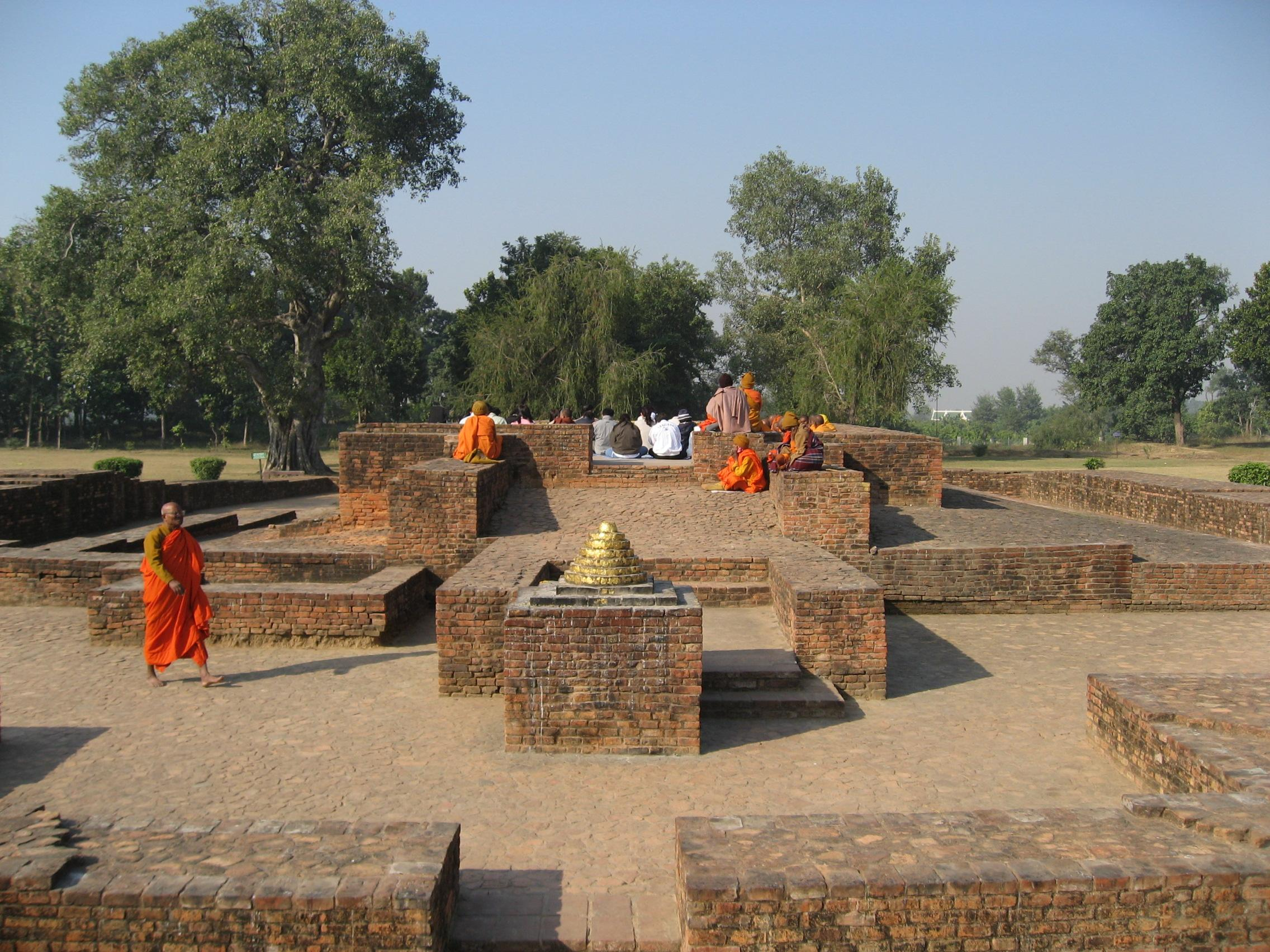
Gandhakuti (capanna di Buddha) a Jetavana
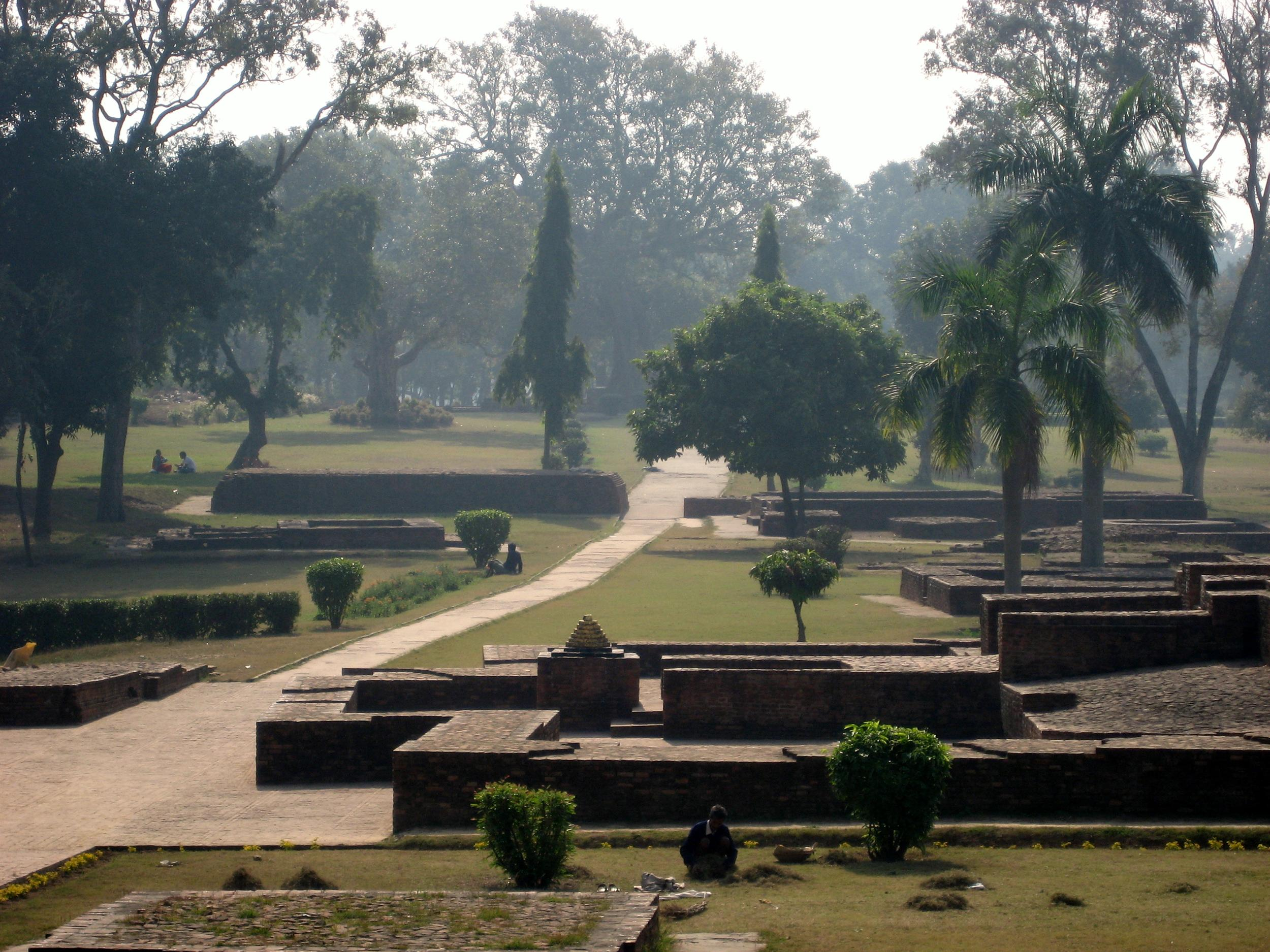
Scena a Jetavana
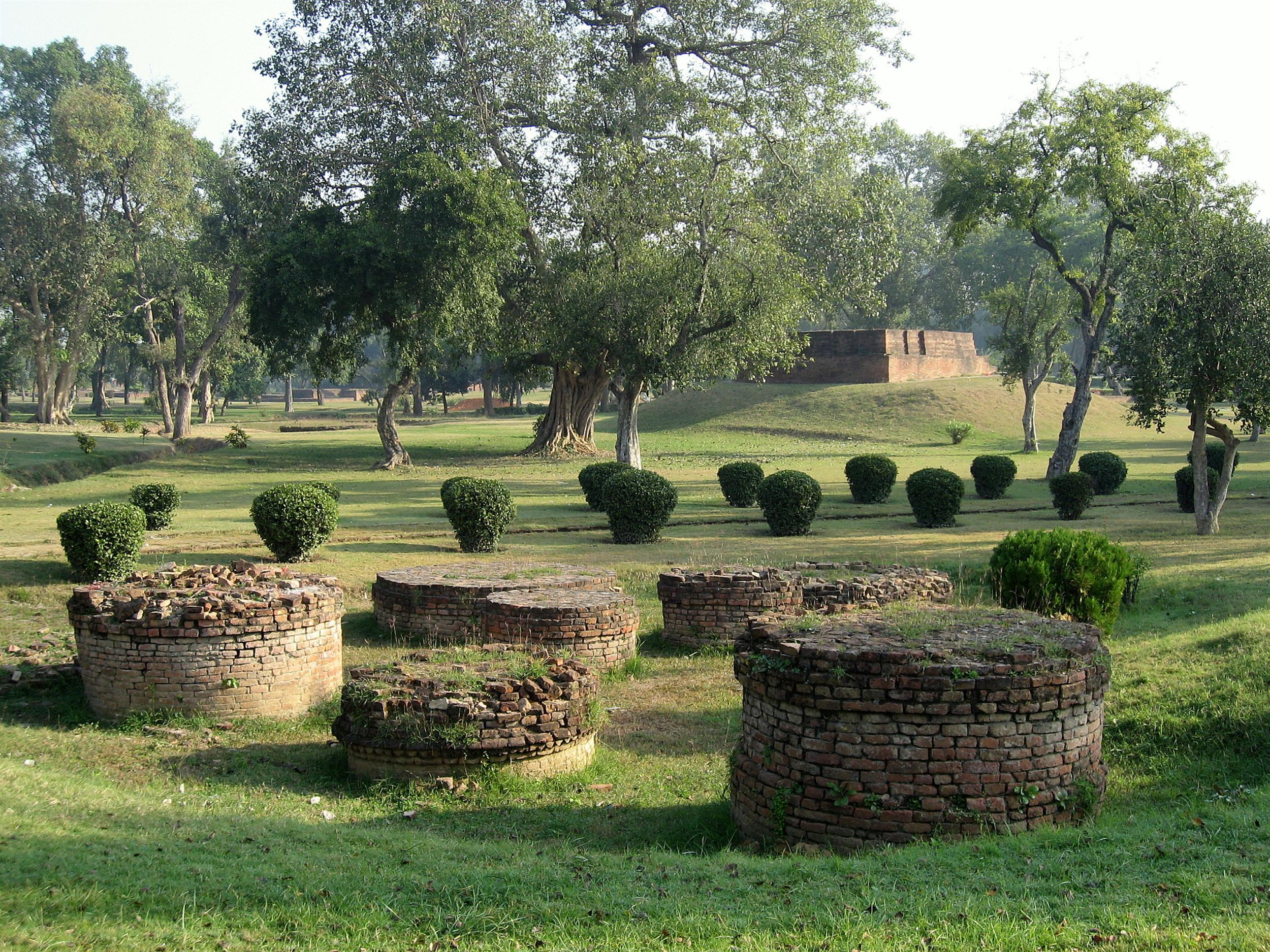
Scena a Jetavana, che mostra alcuni piccoli stupa
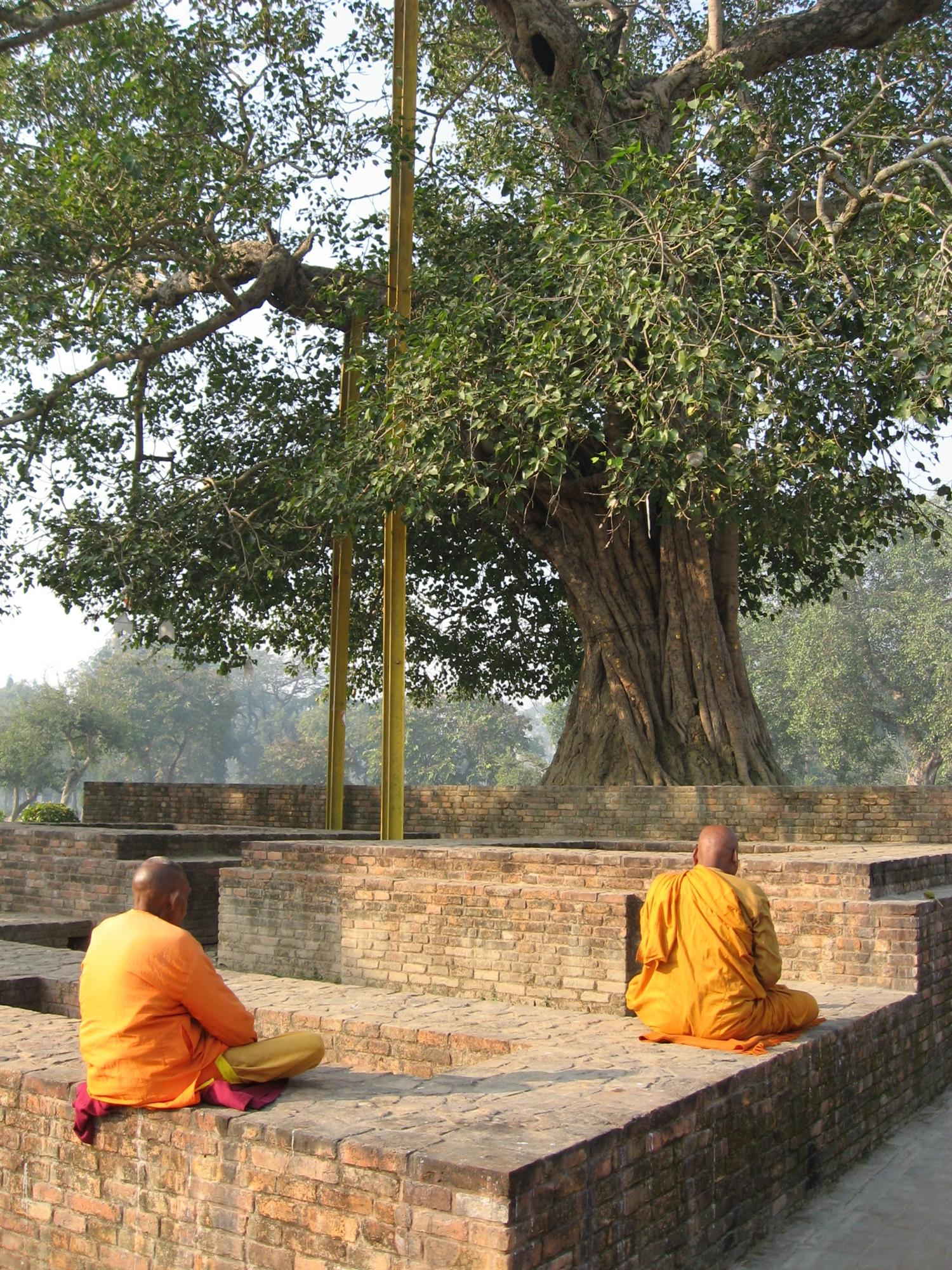
Monaci buddisti che meditano sotto l'albero di Anandabodhi